# MESSAGE (Hilcrhymeのアルバム)
『MESSAGE』（メッセージ）は、日本のヒップホップユニット・Hilcrhymeが2010年11月24日にユニバーサルJから発売した2枚目のオリジナルアルバムである。

## 内容
前作『リサイタル』から約10ヶ月ぶりのオリジナルアルバム。
メンバーは今作について、インディーズの頃のような泥臭さを出したかったといい、『Hilcrhyme TOUR 2010「リサイタル」』の終演後から発売までインターバルが短いため、今書きたいこと、今やりたいことをとにかく出そうという一心で制作したという。そうして数曲出揃った後にアルバムのコンセプトを決めるミーティングで、1人のスタッフが発した「メッセージはどうか？」という単語から、今作の指針とタイトルが決められた。また、トラックの質を上げることもテーマにされており、DJ KATSUはDAWでの音色を増やしたり、コード進行を模索しながらオリジナリティを追求していったという。
初回限定盤と通常盤の2形態で発売され、初回限定盤には特典として、シングル「大丈夫」「ルーズリーフ」「トラヴェルマシン」のミュージックビデオを収録したDVDが同梱された。

## 収録曲
1. ルーズリーフ
作詞：TOC
作曲：DJ KATSU
編曲：Hilcrhyme
5thシングルの表題曲。表記はないがアルバムバージョンであり、シングルバージョンにはなかったイントロが追加されている。
2. BOYHOOD
作詞：TOC
作曲：TOC、DJ KATSU
編曲：DJ KATSU
前作の制作時には既に存在していた楽曲[1]。
3. SKYDRIVE
作曲・編曲：DJ KATSU
4. トラヴェルマシン
作詞：TOC
作曲：TOC、DJ KATSU
編曲：DJ KATSU
6thシングルの表題曲。
5. 押韻見聞録
作詞：TOC
作曲：DJ KATSU
編曲：Hilcrhyme
4thシングルのカップリング曲。
6. No.109
作詞：TOC
作曲：TOC、DJ KATSU
編曲：DJ KATSU
7. デタミネーション
作詞：TOC
作曲：TOC、DJ KATSU
編曲：Hilcrhyme
8. Moon Rise
作詞：TOC
作曲：TOC、DJ KATSU
編曲：DJ KATSU
9. SH704i
作詞・作曲：TOC
この楽曲と次曲はインディーズの頃に制作されていたという[1]。
10. Shampoo
作詞：TOC
作曲：TOC、DJ KATSU
編曲：DJ KATSU
スーパーファミコン専用ゲームソフト『クロノ・トリガー』にて光田康典が手掛けたゲームミュージック「風の憧憬」からインスピレーションを得て制作された。
11. X Y Z
作詞：TOC
作曲：TOC、DJ KATSU
編曲：DJ KATSU
12. 大丈夫
作詞：TOC
作曲：DJ KATSU
編曲：Hilcrhyme
ストリングスアレンジ：今野均
4thシングルの表題曲。
13. MESSAGE BOX
作詞：TOC
作曲：TOC、DJ KATSU
編曲：DJ KATSU

## 参加ミュージシャン
Hilcrhyme
- TOC：MC
- DJ KATSU：DJ

Musician
- 武藤良明：Guitar (#1,7,9)
- 祐天寺浩美：Programming & Guitar & Bass (#9)
- 今野均ストリングス：Strings (#12)